# Scopula phyletis
Scopula phyletis là một loài bướm đêm trong họ Geometridae.